# Luis Laguna
Luis Laguna Fuentes (Ica, 12 de junio de 1988) es un exfutbolista y entrenador peruano. Jugaba de delantero y actualmente dirige a Defensor Arguedas de la Copa Perú. Es uno de los dos únicos jugadores en haber ganado los tres torneos más importantes en el fútbol peruano. Tiene 36 años.

## Trayectoria
Debutó en Sporting Cristal en el 2005, ese año fue campeón de la Primera División del Perú, también ha conseguido títulos con la Universidad de San Martín y el César Vallejo. Ha jugado en el extranjero en México y Argentina. En 2012 se enroló a las filas del Deportivo Bellavista, de Cajamarca.

## Clubes
| Club                         | País      | Año       |
| ---------------------------- | --------- | --------- |
| Sporting Cristal             | Perú      | 2005      |
| Estudiantes de La Plata      | Argentina | 2006      |
| Universidad de San Martín    | Perú      | 2007      |
| Universidad César Vallejo    | Perú      | 2007      |
| Atlético Torino              | Perú      | 2008      |
| Potros Chetumal              | México    | 2009      |
| Sport Áncash                 | Perú      | 2009-2010 |
| Unión Comercio               | Perú      | 2011      |
| Deportivo Bellavista         | Perú      | 2012      |
| UTC                          | Perú      | 2012      |
| Carlos A. Mannucci           | Perú      | 2013      |
| Sport Victoria               | Perú      | 2013      |
| Unión Comercio               | Perú      | 2014      |
| Sport Victoria               | Perú      | 2014-2015 |
| Octavio Espinosa             | Perú      | 2016      |
| Deportivo Municipal (Ica)    | Perú      | 2016      |
| Carlos Orellana              | Perú      | 2016      |
| Escuela Municipal Binacional | Perú      | 2017      |

## Palmarés
| Título                    | Club                      | País | Año  |
| ------------------------- | ------------------------- | ---- | ---- |
| Torneo Clausura           | Sporting Cristal          | Perú | 2005 |
| Primera División del Perú | Sporting Cristal          | Perú | 2005 |
| Torneo Apertura           | Universidad de San Martín | Perú | 2007 |
| Segunda División del Perú | César Vallejo             | Perú | 2007 |
| Copa Perú                 | Unión Comercio            | Perú | 2010 |
| Copa Perú                 | UTC                       | Perú | 2012 |